# Maoriuggleskärra
Maoriuggleskärra (Aegotheles novazelandiae) är en utdöd fågel i familjen uggleskärror som tidigare förekom i Nya Zeeland.

## Utseende och levnadssätt
Maoriuggleskärran var både den största och med en vikt på 150-200 gram även den tyngsta uggleskärra som någonsin levt. Den hade kraftiga fötter och långa ben, vilket tyder på att den olikt sina släktingar var marklevande. Vingarna var jämförelsevis korta, men bröstbenet var inte tillbakabildat, vilket tyder på att fågeln trots allt kunde flyga, om än omständligt. Dess lämningar har ofta hittats i spillningen av den likaledes utdöda skrattugglan (Sceloglaux albifacies) som därför antas ha varit en betydande predator för uggleskärran.

## Tidigare förekomst och utdöende
Arten verkar ha varit vida utbredd på både Sydön och Nordön före människans ankomst. Den försvann innan européerna kom till ögruppen runt 1200-talet och har inte heller återfunnits i maoriernas kökkenmöddingar, troligen till följd av dess relativt lilla storlek och dess nattlevande vanor. Datering med kol 14-metoden visar att arten var på nedgång redan innan de polynesiska bosättningarna. En teori är att den påverkades av svartråttan som tros ha kommit till öarna med vinddrivna obemannade farkoster.